# Sind Sie der Graf von Luxemburg
Sind Sie der Graf von Luxemburg är en sång skriven av Henry Mayer (musik) och Fred Weyrich (text), och inspelad av Dorthe Kollo, och utgiven på singel 1968.
Sången spelades också in på svenska, med text på svenska av Stikkan Anderson, av Ann-Louise Hansson, som Min greve av Luxemburg. Hennes inspelning låg också på Svensktoppen i 13 veckor under perioden 14 juli – 6 oktober 1968.

### Fotnoter
1. ↑  ”Dorthe* – Sind Sie Der Graf Von Luxemburg? / Was ist bloß mit dem Torero los?” (på engelska). Discogs. 12 mars 1968. http://www.discogs.com/Dorthe-Sind-Sie-Der-Graf-Von-Luxemburg-Was-Ist-Blo%C3%9F-Mit-Dem-Torero-Los/release/1263943. Läst 19 juni 2014.
2. ↑  ”Min greve av Luxemburg”. Svensk mediedatabas. 12 mars 1969. http://smdb.kb.se/catalog/id/001456140. Läst 19 juni 2014.
3. ↑  ”Svensktoppen 1968”. Sveriges Radio. 12 mars 1968. http://sverigesradio.se/Diverse/AppData/Isidor/files/2023/3465.txt. Läst 19 juni 2014.